# Vernix caseosa

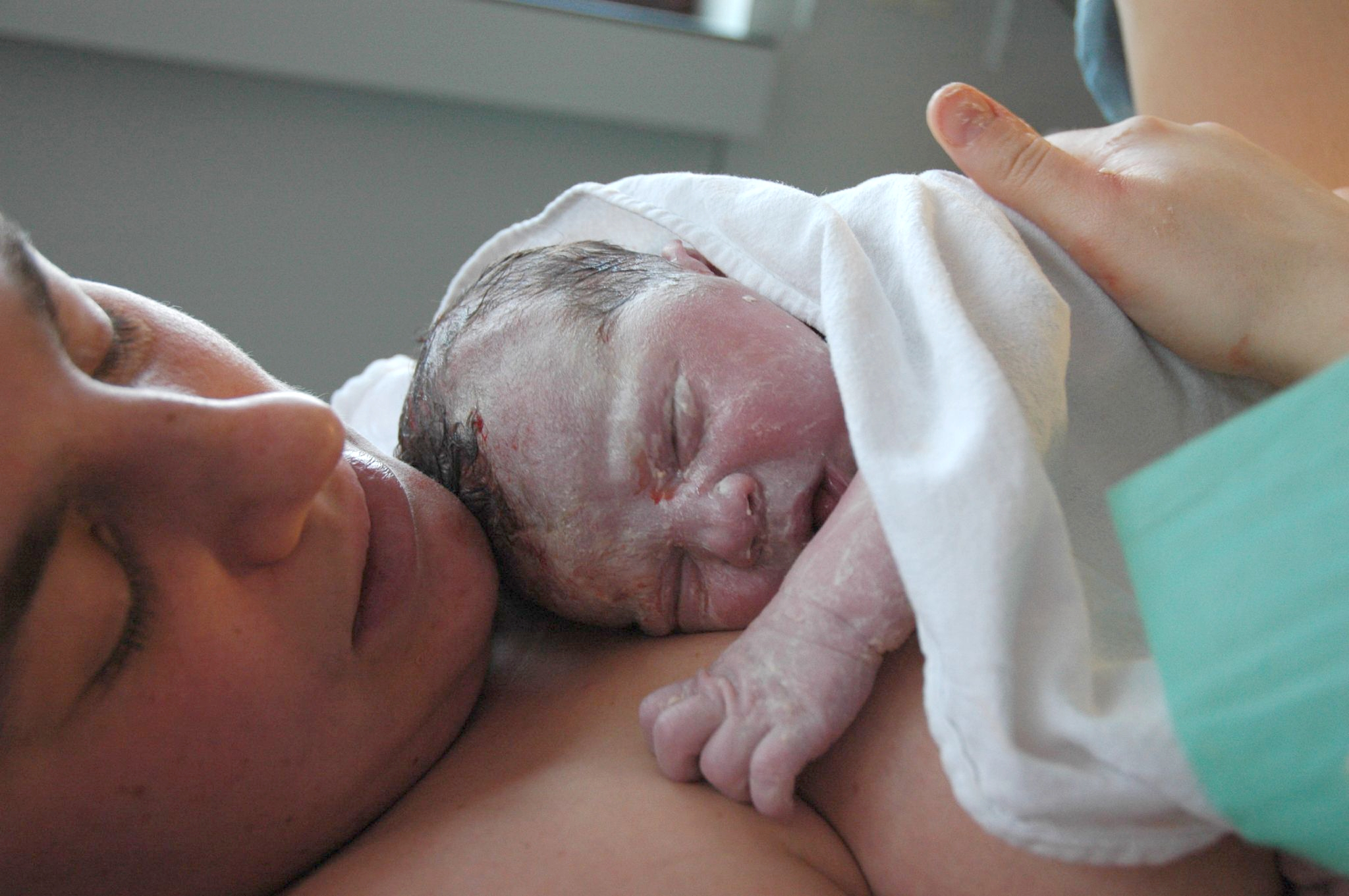
Neugeborenes mit Resten von Vernix caseosa

Vernix caseosa (auch: Fruchtschmiere oder Käseschmiere) ist ein weißlicher Bezug auf der Haut, mit dem das Neugeborene auf die Welt kommt. Ihr Fehlen zum Zeitpunkt der Geburt weist auf eine Übertragung hin.

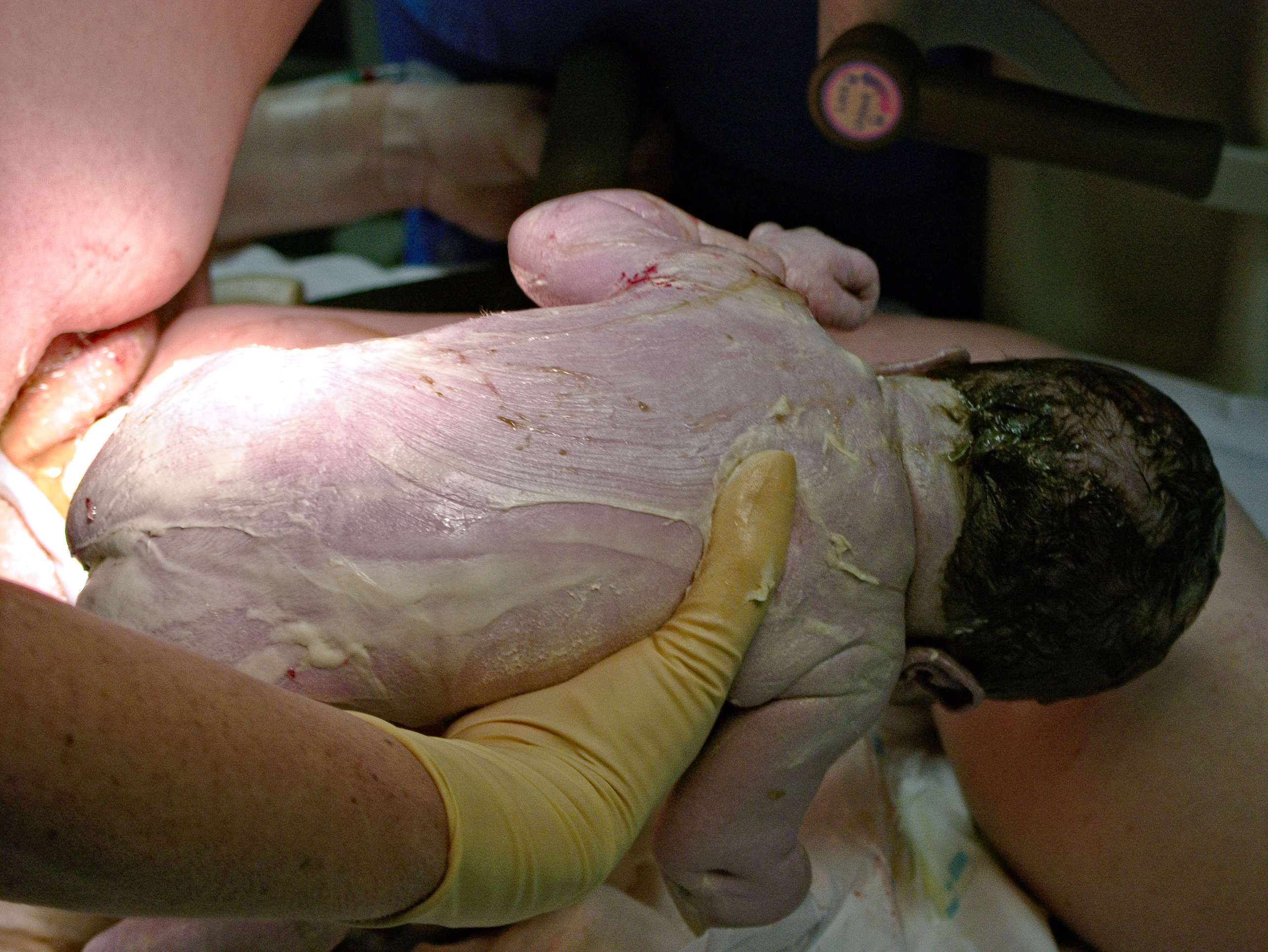
Am Körper eines Neugeborenen

Gebildet wird die Fruchtschmiere ab der 17. Schwangerschaftswoche. Sie besteht zu 80 % aus Wasser und zu 10 % aus Lipiden, die von den im Verhältnis zum nachgeburtlichen Zustand hypertrophierten Talgdrüsen der Feten gebildet werden. Der restliche Anteil besteht aus abgeschilferten Epithelzellen der Haut und abgestoßenen Lanugohaaren und schützt den Fetus vor aggressiven Komponenten des Mekoniums (Vorstuhl) und der mazerierenden Wirkung der Amnionflüssigkeit (Fruchtwasser).
Zu bedenken ist, dass die Haut erst zum Zeitpunkt der Geburt eine (beinahe) vollständig ausgebildete Barrierefunktion ausgebildet hat. Die Fruchtschmiere enthält nun auch antibakteriell wirksame Polypeptide wie Lysozyme (Muramidase), Laktoferrin u. a., die den Fetus vor aufsteigenden Infektionen während der Schwangerschaft zumindest teilweise schützen und eine wichtige Rolle bei der Verhinderung von bakteriellen Hautinfektionen (Staphylokokken) bei Neugeborenen und v. a. Frühgeborenen spielen dürften. So wird die Vernix caseosa inzwischen auch als mehrteiliges Abwehrsystem betrachtet, das aus Polypeptiden, Lipiden und ihren Interaktionen besteht und – gemeinsam mit dem Fruchtwasser, das die Substanzen ebenfalls enthält – in seinen antimikrobiellen Eigenschaften der Muttermilch vergleichbar gesehen. So wird inzwischen auch empfohlen, die Fruchtschmiere nach der Geburt nicht oder doch möglichst schonend zu entfernen.